# (6844) Shpak
(6844) Shpak (1975 VR5) – planetoida z pasa głównego asteroid okrążająca Słońce w ciągu 3,31 lat w średniej odległości 2,22 j.a. Odkryta 3 listopada 1975 roku.